# Свети Тодор (Лерин)
Свети Тодор (грч. Λιμνοχώρι, Лимнохори) је насеље у Грчкој у општини Суровичево, периферија Западна Македонија. Према попису из 2021. било је 184 становника.
На попису из 1991. године Свети Тодор је имао 341 становника, потомака грчких избеглица.

## Становништво
| Година       | 1951 | 1961 | 1971 | 1981 | 1991 | 2001 | 2011 |
| ------------ | ---- | ---- | ---- | ---- | ---- | ---- | ---- |
| Становништво | 260  | 301  | 251  | 395  | 341  | 323  | 257  |